# Krawutschketurm

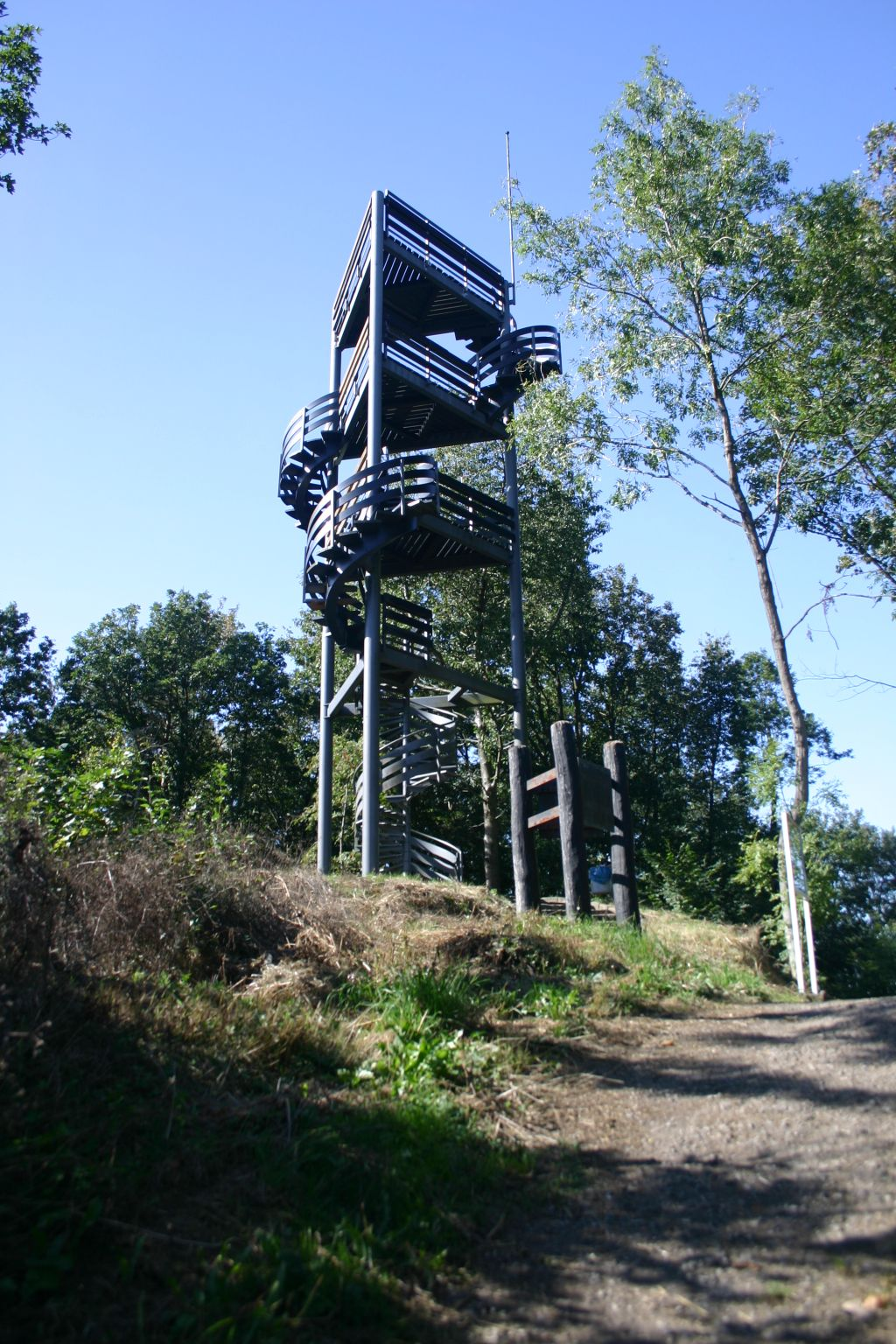
Aussichtsturm aus südöstlicher Richtung gesehen

Der Krawutschketurm im nordrhein-westfälischen Kreis Düren ist ein Aussichtsturm auf dem in der Rureifel zwischen Bergstein und Zerkall befindlichen und 400,8 m ü. NHN hohen Burgberg.

## Geschichte und Beschreibung
Nach dem Volksmund wurde auf dem Burgberg 1911 auf Resten der ehemaligen Burg Berenstein ein Aussichtsturm errichtet. 1934 wurde ein neuer Turm eingeweiht, der nach dem Eifelwanderer Franz Krawutschke benannt Krawutschketurm hieß und auch als Brandwachtturm diente. Er wurde im Zweiten Weltkrieg (1939–1945) schwer beschädigt und fiel 1945 einem Waldbrand zum Opfer.
1956 gab es die symbolische Grundsteinlegung für einen neuen Aussichtsturm, der durch die Gemeinde Hürtgenwald, den Eifelverein, den Kreis Düren sowie das Land Nordrhein-Westfalen finanziert wurde, jedoch erst 1972 mit demselben Namen errichtet wurde. Er steht etwas ostsüdöstlich des Berggipfels auf 400,5 m Höhe und wurde 1973 eingeweiht. Mit Unterbau ist er 13 Meter (m) hoch. Er hat drei Plattformen übereinander, jeweils im Abstand von 3 m. Zur obersten Plattform führen 76 Stufen.
Von Anfang Juli 2005 bis Anfang November 2006 war der Turm durch die Gemeindeverwaltung gesperrt. Grund war eine Überprüfung der Verkehrssicherheit, bei der Mängel an tragenden Holzelementen festgestellt wurden. Daher wurde er für rund 65.000 Euro renoviert.

## Aussichtsmöglichkeiten
Von der Aussichtsplattform des Turms bieten sich Blicke in die Rureifel-Landschaft: zum Stausee Obermaubach mit Ober- und Untermaubach sowie Düren im Norden, zur jenseits der Rur liegenden Burg Nideggen im Ostsüdosten, nach Schmidt im Südwesten, nach Bergstein und Vossenack im Westen und Brandenberg im Westnordwesten. Bei guten Sichtbedingungen reicht der Blick unter anderem auch zum Kölner Dom und zur Hohen Acht, dem höchsten Berg der Eifel.